# Baix Vinalopó
El Baix Vinalopó (hiszp. Bajo Vinalopó) – comarca (okręg) we Wspólnocie Walenckiej w Hiszpanii.

## Geografia
Comarca położona jest nad Morzem Śródziemnym, w południowej części prowincji Alicante/Alacant. Ma powierzchnię 488,78 km², sąsiaduje z comarkami Alacantí i Vinalopó Medio/Vinalopó Mitjà na północy oraz Vega Baja/Baix Segura na południu.
Jej teren obejmuje zarówno nadmorską nizinę, jak i południowe zbocza Gór Betyckich (strefy wewnętrznej), z najwyższym pasmem Sierra de Crevillente (kat. Serra de Crevillent). U podnóża tej jurajskiej antykliny biegnącej dalej ku pasmu Sierra del Colmenar (kat. Serra de Colmenar) na północnym wschodzie rozciąga się czwartorzędowa równina pokryta czerwonymi glinami i usiana głazami i skałami wapiennymi. Wyróżnia się dwa schodkowe poziomy równiny erozyjnej typu glacis pokryte materiałem detrytycznym i o strefowych inkrustacjach – górny, w którym rzeki utworzyły kaniony o głębokości kilkunastu metrów, oraz dolny, położony wzdłuż piaszczystego wybrzeża.
Rzeka Vinalopó, od której comarca bierze swą nazwę (Baix Vinalopó oznacza tyle co „dolne Vinalopó”), to obecnie niewielki strumień intensywnie wykorzystywany do nawadniania okolicznych pól. Kończy swój bieg w rowach irygacyjnych w okolicy solnisk Salinas de Santa Pola (kat. Salines de Santa Pola). Wspomniane solniska na południowym wschodzie, jak i słone mokradła El Hondo (kat. El Fondo) na południowym zachodzie stanowiły w przeszłości fragmenty większej laguny Elche zamkniętej od strony morza pasem wydm. Części te zostały następnie rozdzielone osadami niesionymi przez rzekę Vinalopó. Współcześnie są to obszary chronionego krajobrazu (hiszp. parque natural, kat. parc nartural), objęte także postanowieniami konwencji z Ramsar.
Klimat w tej części Hiszpanii jest suchy (opad roczny wynosi zaledwie 300 mm, średnia temperatura 17 °C). Dominują gleby pustynne, w okolicy mokradeł sołonczaki. Wśród ubogiej roślinności należy wymienić cierniste zarośla karłatki niskiej i głogu. Na zacienionych terenach można spotkać skupiska sosny alepskiej, dębu skalnego czy pistacji kleistej.

## Ludność
W 2024 roku zamieszkiwało ją 312 269 osób. Tworzą ją trzy gminy: Crevillent, Elche/Elx oraz Santa Pola. Blisko 80% ludności koncentruje się w gminie i głównym mieście Elche/Elx, od którego pochodzi także jej tradycyjna nazwa Camp d’Elx.